# Alnej-Čašakondža
L'Alnej-Čašakondža (in russo: Алней-Чашаконджа) è un complesso vulcanico ghiacciato costituito dai due stratovulcani Alnei (2.598 m.) e Čašakondža (2.526 m.). È situato in Russia, nella parte settentrionale della penisola della Kamčatka.

## Geografia
Si tratta di uno dei complessi vulcanici più potenti della Catena Centrale, composto da due vulcani andesitici formatisi su un vulcano a scudo più antico. Entrambi i picchi vulcanici, l'Alnei a nord e il Čašakondža a sud, presentano una cupola di lava. Le due vette distano circa 7 chilometri l'una dall'altra.

## Eruzioni
L'Alnei è uno dei pochi grandi stratovulcani della Catena Centrale ed era attivo nell'Olocene. L'ultima grande eruzione è avvenuta circa 350 anni fa e, grazie alla tecnica del radiocrabonio, sono state datate due ulteriori eruzioni: una intorno al 650 a.C., sul fianco orientale dell'Alney, che vide un'espulsione di circa 180 milioni di metri cubi di lava e 16 milioni di metri cubi di tefra; l'altra, avvenuta intorno al 660 a.C., si verificò a est del Čašakondža, rilasciando lava con un volume stimato di 190 milioni di metri cubi e tefra con un volume di circa 40 milioni di metri cubi.